# St. Martin (Mondfeld)

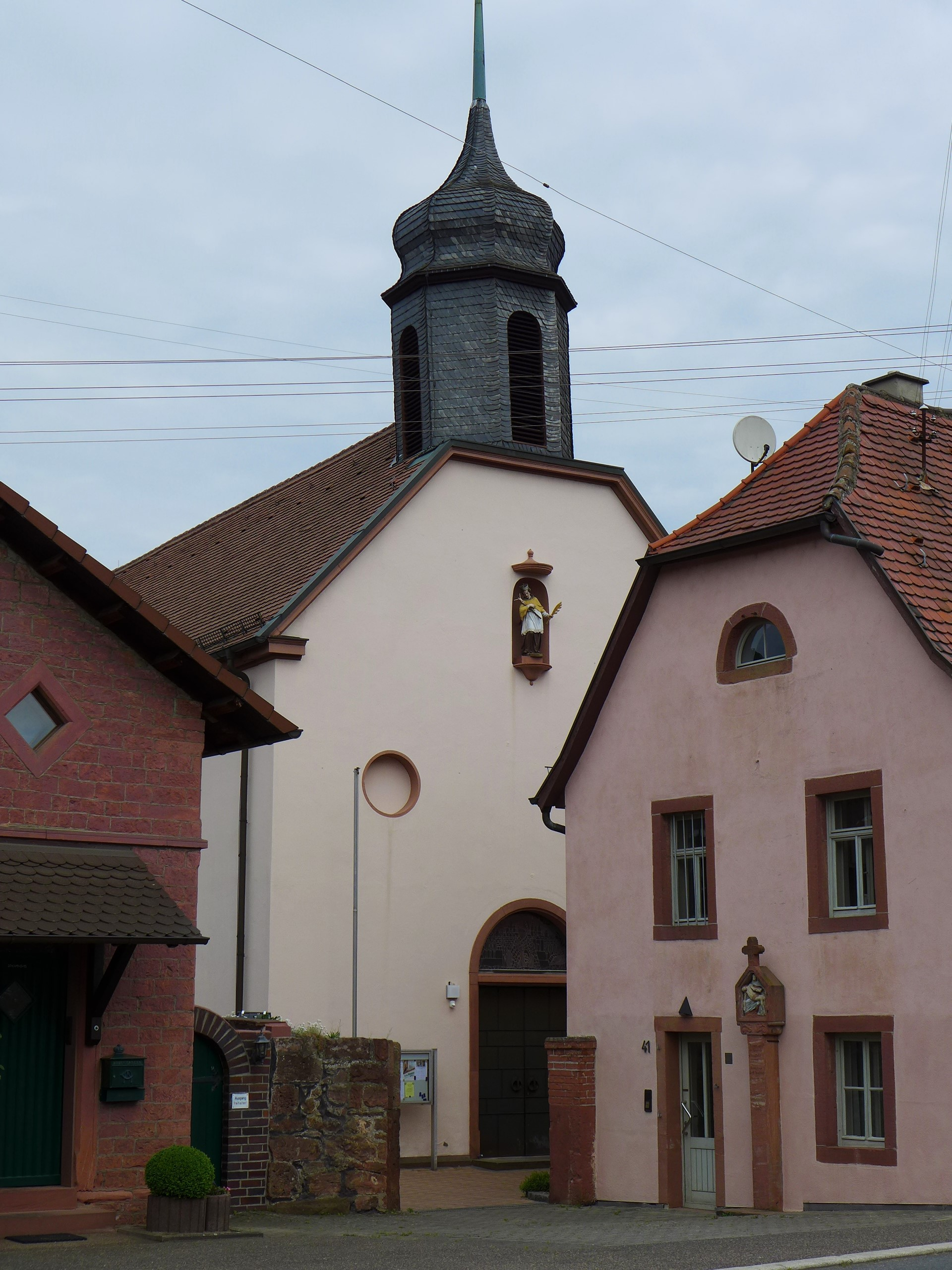
Martinskirche in Mondfeld

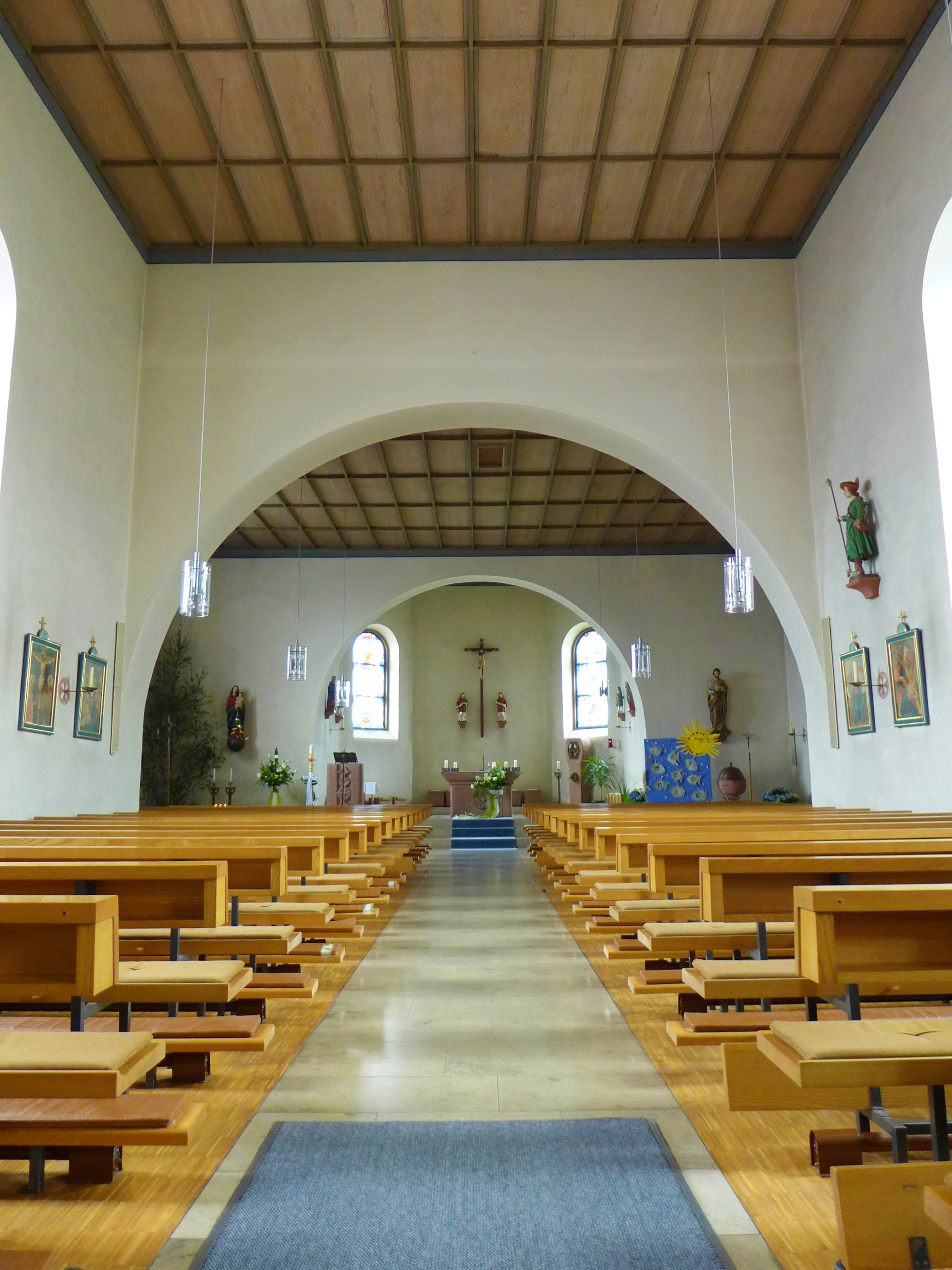
Inneres von St. Martin (2015)

Die römisch-katholische Kirche St. Martin in Mondfeld, einer Ortschaft von Wertheim im Main-Tauber-Kreis, wurde im Jahre 1888 errichtet und ist dem heiligen Martin geweiht. Sie gehört als Filialkirche der katholischen Pfarrgemeinde St. Elisabeth in Bestenheid zur Seelsorgeeinheit Wertheim, die dem Dekanat Tauberbischofsheim des Erzbistums Freiburg zugeordnet ist.
Die Martinskirche befindet sich in der Nibelungenstraße 43 und steht als Sachgesamtheit unter Denkmalschutz. Es handelt sich um einen Massivbau mit spätgotischem Querschiff.
Es bestehen noch Teile einer alten Kirchhofmauer mit drei eingemauerten Kreuzen des 17. Jahrhunderts.

## Geschichte
Der heutigen Kirche ging eine Chorturmkirche aus dem 17. Jahrhundert voraus. Diese Kirche wurde 1887 „umgebaut“; mehrere Teile, auch der Turm wurden abgebrochen. Das bisherige Kirchenschiff wurde zum Querschiff, ein neues Kirchenschiff wurde rechtwinklig angebaut. Im Lauf der Jahrzehnte gab es diverse Veränderungen – 1910/11 neugotische Altäre, 1933/36 Vergrößerung der Sakristei, 1972 u. a. Entfernung der neugotischen Altäre, zuletzt 1995 eine gründliche Renovierung.

## Orgel und Glocken
- Die Orgel auf der Empore im hinteren Teil der Kirche wurde 1980 von Orgelbauer Franz Heißler gebaut und aufgestellt. Es handelt sich um eine mechanische Schleifladenorgel mit 1265 klingenden Pfeifen in 19 Registern auf zwei Manualen und Pedal.

- Im Dachreiter über dem Eingangsgiebel hängen drei Kirchenglocken, die von Friedrich Wilhelm Schilling in Heidelberg 1952 und 1966 gegossen wurden.[4]

| Glocke | Name       | Gussjahr | Durchmesser | Gewicht | Schlagton |
| ------ | ---------- | -------- | ----------- | ------- | --------- |
| 1      | Ave Maria  | 1966     | 859 mm      | 430 kg  | b′-3      |
| 2      | St. Martin | 1952     | 670 mm      | 194 kg  | des″-1    |
| 3      | St. Josef  | 1966     | 640 mm      | 181 kg  | es″-3     |